# Country Classics (álbum de Little Texas)
Country Classics é um álbum da banda Little Texas, lançado em 2004.

## Faixas
| N.º            | Título                   | Compositor(es)                                 | Duração |  |
| 1.             | "My Love"                | Tommy Barnes / Porter Howell / Brady Seals     | 4:08    |  |
| 2.             | "Country Crazy"          | Porter Howell / Chucky Jones                   | 3:47    |  |
| 3.             | "Life Goes On"           | Thom McHugh                                    | 2:40    |  |
| 4.             | "What Were You Thinkin'" | Christy DiNapoli / Porter Howell / Brady Seals | 3:24    |  |
| 5.             | "Southern Grace"         | Stewart Harris / Porter Howell / Brady Seals   | 5:40    |  |
| 6.             | "Your Mama Won't Let Me" | Thom McHugh                                    | 3:02    |  |
| 7.             | "Stop on a Dime"         | Porter Howell / Brady Seals                    | 3:07    |  |
| 8.             | "Bad for Us"             | Porter Howell / Tom Shapiro                    | 3:16    |  |
| 9.             | "You and Forever and Me" | Stewart Harris / Porter Howell                 | 3:45    |  |
| 10.            | "God Blessed Texas"      | Porter Howell / Brady Seals                    | 3:27    |  |
| Duração total: | Duração total:           | Duração total:                                 | 36:16   |  |